# Robert Anderson (matematician)
Robert Anderson (n. c. 1668– d. 1696) a fost un fabricant englez de stofe, cunoscut în special pentru preocupările sale în domeniul matematicii.

## Contribuții matematice
Una din celebrele probleme rezolvate de acesta se referă la determinarea a două unghiuri ale unui triunghi când se cunosc al treilea unghi și logaritmul lungimii laturilor acestui unghi.
Rezolvarea problemei comportă un caracter geometric complex.

## Scrieri
- Stereometrical Propositions variously applicable, but particularly intended for Gageing (1668)
- Ad angularium sectionum analyticen theoremata (Paris, 1615)
- Vindiciae Archimedis, sive Elenchus cyclometriae novae a Philippo Lansbergio nuper editae (Paris, 1616)
- Exercitationum mathematicarum deces prima (Paris, 1619).